# 中村貞一
中村 貞一（なかむら さだいち、1909年9月24日 - 没年不明）は、日本の林学者、造園学者。
京都大学、島根県立島根農科大学（現在の島根大学生物資源科学部）、信州大学、名城大学などで長く教育と研究にあたる。専門は防火樹に関する実験的研究であるが、別に観光レクリエーションと日本庭園史を手がけた。

## 来歴
1929年、第八高等学校文科乙類を卒業する。東京帝国大学法学部法律学科に進学するが、結核にかかり1935年に中途退学した。療養後の1942年9月から京都帝国大学に入学し、1945年、京都帝国大学農学部林学科を卒業した。同年より京都大学農学部助手（演習林、造園学教室）を経て1953年に京都大学講師となる。
1957年、島根県立島根農科大学に助教授として転任する。担当は造園と森林保護であったが、他に視程の研究などを始めている。また、萬福寺庭園の修理工事を担当した。1962年に京都大学より農学博士号を取得した。
1967年、信州大学農学部森林工学科教授に就任する。在職中に信濃国分寺跡の発掘と史跡公園の基本設計を担当した。
1973年に信州大学を退官し、名城大学農学部教授となる。1982年3月に農学部教授を退職して、同大学の理工学部建築工学科に移る。
1950年に日本造園学会賞、平成5年度（第12回）日本造園学会上原敬二賞をそれぞれ受賞している。
著書に『緑地・造園の工法』（鹿島出版会、1977年）、分担執筆に『造園技術』『造園技術大成』『造園辞典』『造園の歴史と文化』などがある。